# Palazzo Celeri-Martinengo
Palazzo Celeri-Martinengo è un edificio del centro storico di Malonno, in alta Val Camonica.
La parte più antica è la torre, del '300, la struttura del palazzo è del '500, ma ha subito vari rimaneggiamenti, nell'ala settentrionale sono conservate alcune stanze 
cinquecentesche. Il palazzo conserva inoltre alcuni affreschi. La torre è la meglio conservata di Malonno, paese particolare nel panorama camuno, per la quantità di torri che si sono conservate fino a oggi, la maggior parte delle torri camune è stata distrutta per ordine della Repubblica Serenissima di Venezia.

## Marc'antonio Martinengo
Il palazzo raggiunse il suo massimo splendore nel '700 quando fu abitata da Marc'antonio Martinengo.
Personaggio controverso, Martinengo fu esiliato da Brescia, per i suoi frequenti reati, si rifugiò quindi a Malonno, dove sposò Anita Celeri, appartenente alla famiglia più potente di Malonno, che al momento del matrimonio era però in decadenza.
Marc Antonio fu però esiliato anche dalla valle, in quanto responsabile dell'omicidio di Francesco Panzerini di Cedegolo.
Quando riuscì a tornare a Malonno, sua moglie era morta, e decise quindi di tornare a Brescia.
All'età di 81 anni fu ucciso durante una delle tante liti per futili motivi.